# Ahrensdorf (Ludwigsfelde)
Ahrensdorf ist ein Ortsteil von Ludwigsfelde im brandenburgischen Landkreis Teltow-Fläming.

## Geografie
Ahrensdorf liegt am Südwestrand des eigentlichen Teltow-Plateaus, hart am Rande des weiten Nuthe-Bruchs und damit etwa drei Kilometer nordwestlich des Stadtzentrums im äußersten Nordosten des Naturparks Nuthe-Nieplitz in der historischen Kulturlandschaft Teltow.

## Geschichte

### 13. bis 16. Jahrhundert

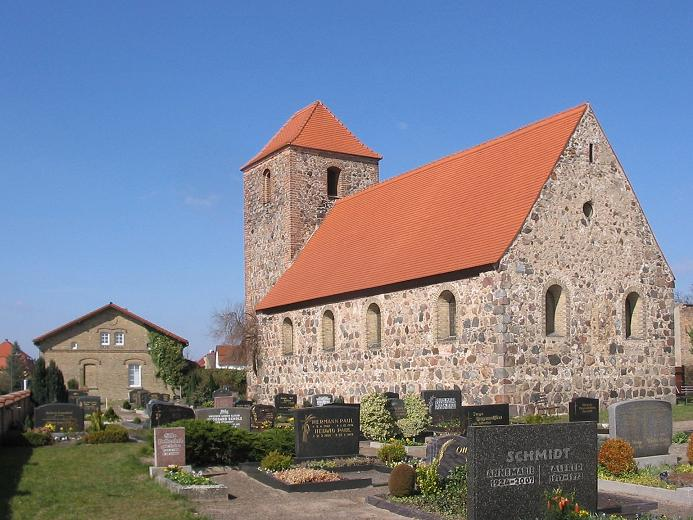
Feldsteinkirche, wahrscheinlich vom Ende des 14./Anfang des 15. Jahrhunderts. Links das Gemeindehaus.

Ahrensdorf entstand vermutlich zu Beginn des 13. Jahrhunderts als deutsche Gründung. Es wurde 1242 erstmals in einer Urkunde als Arnestorp erwähnt. Es besaß zu dieser Zeit bereits eine Mühle und befand sich im Besitz des Heinrich von Steglitz, der es in diesem Jahr an das Kloster Lehnin übergab. Von dort gelangte es bis 1680 in die Adelsherrschaft des Schlosses Beuthen. Das Landbuch Kaiser Karls IV. von 1375 gab Heinrich von Gröben als Grundherrn des Dorfes Arnstorf an. Er hatte das Dorf als markgräfliches Lehen inne und empfing alle Lasten der Vollbauern, der Kossäten und des Krugs. Es war zu dieser Zeit 44 Hufen groß (sieben davon lagen wüst) und wurde von 12 Köttern bewirtschaftet. Insgesamt gab es 20 Häuser im Dorf. Nach den Quitzowwirren (um 1416) kam es zusammen mit dem Schloss Beuthen an die Familie von Schlabrendorf, die Ahrensdorf bis in die Zeit des Großen Kurfürsten besaßen. Im Jahr 1450 wurden 48 Hufen bewirtschaftet; erstmals erschienen auch drei Pfarrhufen. Daher ist es wahrscheinlich, dass zu dieser Zeit bereits eine Dorfkirche existierte. Das Brandenburgische Landesamt für Denkmalpflege und Archäologische Landesmuseum (BLDAM) gibt in seiner Denkmaldatenbank zur Kirche daher auch an, dass ein Bau „um 1400“ entstanden sein könnte. Ahrensdorf war dabei nach Mittenwalde eingekircht. Drei weitere Hufen waren geteilt. Es lebten acht Kötter im Ort; daneben gab es weiterhin eine Mühle sowie einen Krug. Aus dem Jahr 1451 ist die Schreibweise Arntstorff, aus dem Jahr 1536 die Schreibweise Arnßdorff überliefert. 1480 gab es 48 Hufen, drei Pfarrhufen, weiterhin drei wüste Hufen sowie drei geteilte Hufen. Es gab 11 Kötter und einen Krug.

#### These der Gründung einer eigenständigen Adelsherrschaft
Helmut Assing beschreibt einen anderen Ablauf der Gründung Ahrensdorfs. Demnach ist Ahrensdorf eine Gründung der Familie „de Grubene“/„de Grobene“/„von Groeben“/„von Gröben“ nur geschah die Gründung nicht im Rahmen der askanischen Landnahme. Assing geht davon aus, dass Ahrensdorf frühestens 1232 unter askanische Hoheit gelangte und davor gemeinsam mit den Dörfern Siethen, Jütchendorf, Fahlhorst und Gröben später eventuell auch Klein Beuthen eine kurzlebige, eigenständige Adelsherrschaft bildete, wobei Gröben das administrative Zentrum dieser Herrschaft war. Assing geht von einer annähernden Gleichzeitigkeit der Gründungen beziehungsweise von Gründungen in kurzer Folge der Dörfer Siethen, Fahlhorst, Gröben und Ahrensdorf aus. Diese Gründungen werden von H. Assing auf frühestens ab/nach 1190 festgelegt. Wichtig ist hier auch die Frage, ob es sich bei den „von Gröben“ um Ministeriale oder Edelfreie handelte. Assing belegt anhand der Positionierungen in den Zeugenliste von Urkunden im Bereich des Erzstifts Magdeburg, dass es sich um Edelfreie handelte, die unter drohendem Macht- und Einflussverlust am Stammsitz im Einflussbereich des Erzstifts Magdeburg (also nicht der Brandenburger Markgrafen) eben jenen Stammsitz bei Calbe verließen und am Rande des Teltow eine eigene Adelsherrschaft errichteten. Wenige Jahre später unterlagen sie dann dem Einfluss und dem Druck der benachbarten Askanier und wurden frühestens ab 1232 Bestandteil der askanischen Mark. 1232 erscheint ein Arnoldus de Grebene (Arnold von Gröben) als Zeuge einer Urkunde Ottos III. und Johanns I in der Gruppe der Ministerialen. In der gleichen Urkunde taucht auch Heinrich von Stegelitz als ministerialer Zeuge auf. Diese Urkunde und die Positionierung bei den Ministerialen ist ein eindeutiger Hinweis zu einem Abhängigkeitsverhältnis zu den Askaniern. Heinrich von Stegelitz überführt im Jahre 1242 Ahrensdorf in den Besitz des Klosters Lehnin. Die Urkunde zu diesem Vorgang ist die erste urkundliche Erwähnung Ahrensdorfs. Auch die Tatsache, dass es für die Zeit zwischen 1190 und 1232 keine bekannte Urkunde oder Matrikel gibt, in denen ein „von Groeben“ eine Rolle spielt oder als Zeuge auftaucht stützt die Theorie einer eigenständigen Herrschaft. Die urkundliche Erwähnung aus dem Jahre 1190 betrifft die Bitte Heinrichs von Gröben an das Kloster Gottesgnaden bei Calbe, für sich und seine Eltern eine Grabstätte im Kloster freizuhalten. Eine Anfrage, die eigentlich dagegen spricht, bald seinen Stammsitz verlassen zu wollen, eventuell aber auch Teil des Plans. Ahrensdorf scheint nach dieser These mit größter Wahrscheinlichkeit keine Gründung „im Zuge der von Albrecht dem Bären und seinem Sohn Otto I. betriebenen Ansiedlungspolitik“ zu sein, sondern eine eigenständige Gründung durch Edelfreie aus dem Beritt des Erzbistums Magdeburg, die später unter askanische Abhängigkeit gerieten.

### 17. und 18. Jahrhundert
1603 erhielt die Pfarre das Recht, in der Schlabberndorfschen Heide kostenfrei Holz zu schlagen. Im Dreißigjährigen Krieg (1618–1648) wurde auch Ahrensdorf schwer in Mitleidenschaft gezogen. 1624 gab es elf Hufner, neun Kötter sowie einen Küster, einen Hirten sowie zwei paar Hausleute. Den Krieg überlebte der Schulze Abraham Thele mit seinem Sohn als einziger von elf Vollbauern, außerdem hatten sich nur sechs Kossäten halten können. 1680 kam das Dorf zum Amt Saarmund, von wo aus die Ortschaft verwaltet wurde. 1682 gab es 46 Hufen, eine Windmühle sowie einen Alten Weinberg. Nach und nach erholte sich der Ort weiter, so dass 1711 bereits wieder 11 Hufner, acht Kötter, einen Laufschmied, einen Hirten sowie ein Paar Hausleute. Der Ort wuchs weiter und so gab es 1745 eine Windmühle, einen Krug und ein Forsthaus, dessen Förster gleichzeitig einen Kötterhof bewirtschaftete. Daneben gab es 11 Bauern und neun Kötter. 1756 lebten weiterhin 11 Bauern sowie ein Schulze im Ort. Es gab einen Krüger, acht Kötter, fünf Büdner, ein Witwenhaus, acht Paare und zwei einzelne Einlieger. 1771 zählte die Statistik 20 Giebel (=Häuser), einen Schmid, einen Hirten, zwei Paar Hausleute sowie eine private Windmühle.

### 19. Jahrhundert
In der Zeit der Napoleonische Kriege, als wieder Domänen vom Staate veräußert werden mussten, wurde auch das Domänenamt Saarmund als solches aufgelöst, so dass die Bewohner nicht mehr vom Amtmann abhängig waren, denn gleichzeitig gelangten ihre Dienste und Abgaben zur Ablösung. 1826 übernahm das Amt Potsdam die Verwaltung über das Dorf. 1858 lebten 17 Hofeigentümer mit 26 Knechten und Mägden sowie einem Tagelöhner im Ort. Es gab 13 nebengewerbliche Landwirte mit zwei Mägden sowie 32 Arbeiter und einen Bedienter. Die insgesamt 30 Besitzungen teilten sich wie folgt auf: 21 Besitzungen hatten eine Größe von 30 bis 300 Morgen und umfassten insgesamt 2579 Morgen. Drei Besitzungen waren zwischen 5 und 30 Morgen groß (zusammen 89 Morgen), hinzu kamen sechs Besitzungen unter 5 Morgen, die insgesamt 13 Morgen Fläche umfassten. Mittlerweile florierte das Handwerk im Ort, wie eine Aufzählung zeigt: Es gab einen Fleischermeister mit Gesellen, zwei Schneidermeister mit einem Gesellen, einen Zimmermannslehrling, einen Stellmachermeister, einen Maurergesellen, einen Maurerlehrling, einen Ziegel- und Schieferdeckermeister, zwei Grobschmiedemeister mit einem Lehrling, einen Viktualienhändler, einen Krämer, einen Krug sowie fünf Arme. 1849 wechselte die Gerichtsbarkeit vom Justizamt Potsdam an das Kreisgericht Potsdam. Im Jahr 1860 war die Gemarkung insgesamt 2713 Morgen groß. 32 Morgen entfielen auf Gehöfte, 20 Morgen auf Gartenland. Der größte Teil, 1843 Morgen, wurden landwirtschaftlich als Ackerfläche genutzt. Hinzu kamen 304 Morgen Wald, 283 Morgen Weide und 231 Morgen Wiesen. Es gab – einschließlich einer Getreidemühle – 66 Wirtschaftsgebäude, 42 Wohn- und fünf öffentliche Gebäude. 1879 wechselte die Gerichtsbarkeit an das Amtsgericht in Potsdam (bis 1952).

### 20. Jahrhundert

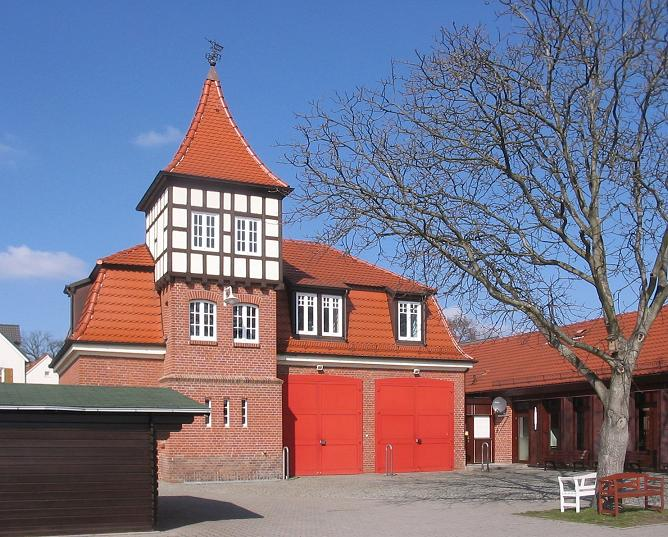
Gebäude der Freiwilligen Feuerwehr von 1912

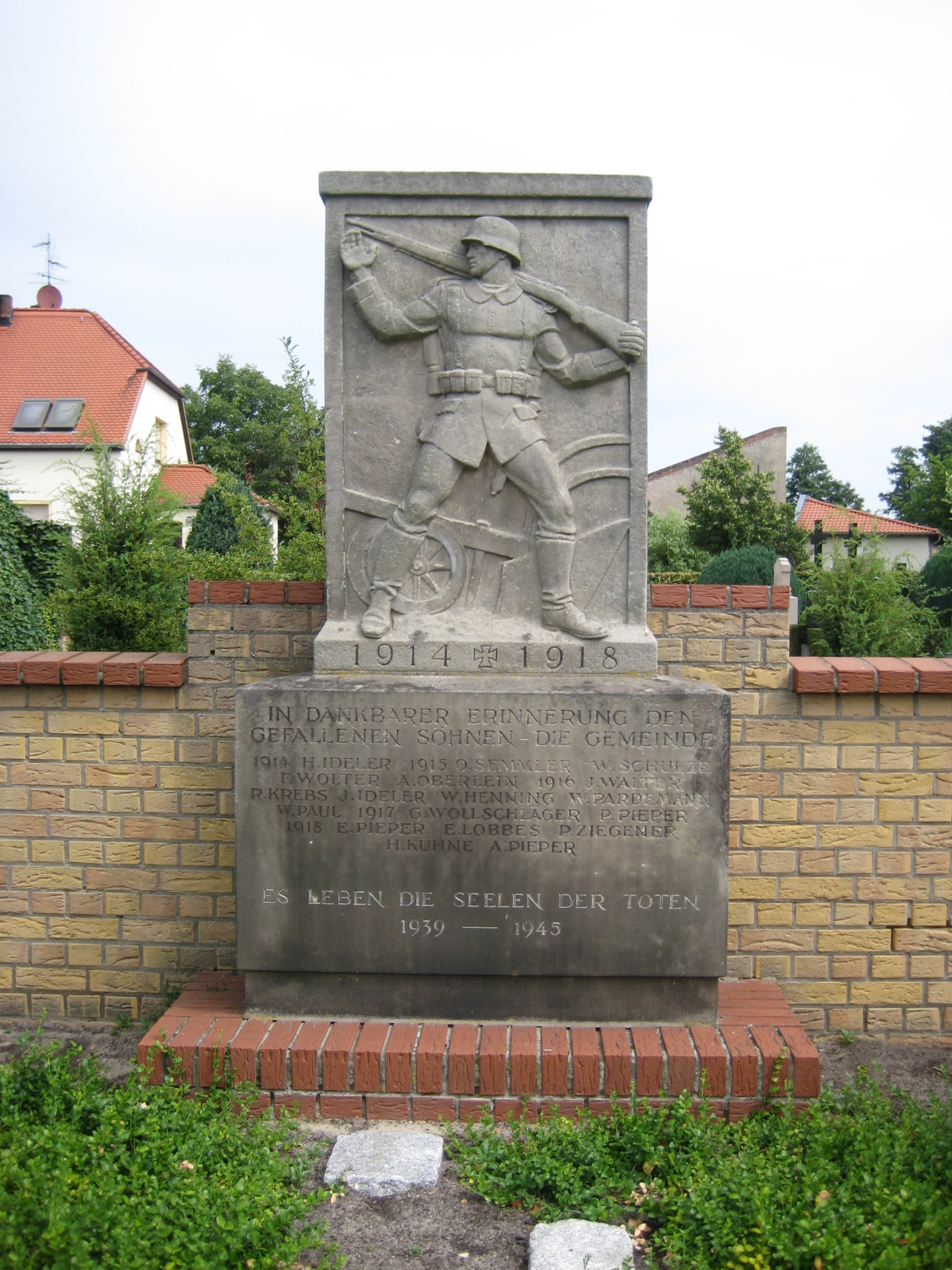
Gefallenendenkmal

1912 gründete sich im Ort eine Freiwillige Feuerwehr. 1931 bestanden 82 Wohnhäuser sowie ein Forsthaus. 1939 gab es sieben land- und forstwirtschaftliche Betriebe, die 20 bis 100 Hektar groß waren, fünf Betriebe mit einer Größe von 10 bis 20 Hektar, elf Betriebe mit einer Größe zwischen 5 und 10 Hektar sowie 30 kleine Betriebe mit einer Größe von 0,5 bis 5 Hektar. Zur Zeit der DDR gründete sich 1960 eine Landwirtschaftliche Produktionsgenossenschaft vom Typ I, die bereits ein Jahr später 101 Mitglieder zählte und 625 Hektar landwirtschaftliche Nutzfläche bewirtschaftete.
1992 schloss sich Ahrensdorf mit acht anderen Gemeinden der Umgebung zu der Verwaltungsgemeinschaft Amt Ludwigsfelde-Land mit Amtssitz in Ludwigsfelde zusammen. Die Bildung des Amtes wurde am 30. Mai 1992 genehmigt. 1997 wurde der Amtssitz nach Großbeeren verlegt.

### 21. Jahrhundert
Im Jahre 2001 beschloss der Gemeinderat der bis dahin selbstständige Gemeinde ihre Auflösung und den Beitritt zur Stadt Ludwigsfelde. Der Beschluss wurde aufgrund des Strukturwandels im Land Brandenburg notwendig. Die Gemeinde Ahrensdorf war einer der letzten Orte um die Stadt Ludwigsfelde herum, die eingemeindet wurde.  Da die Gemeinde Ahrensdorf von 1993 bis zum Jahr 2001 über genügend Eigenkapital verfügte und somit finanziell unabhängig von Schlüsselzuweisungen des Landes Brandenburg war, konnte es sich die Gemeinde erlauben, erst am 30. November 2001 mit der Stadt Ludwigsfelde eine Fusion einzugehen. Zum gleichen Zeitpunkt wurde Großbeeren amtsfrei und das Amt Ludwigsfelde-Land aufgelöst. Das Amt Ludwigsfelde-Land verwaltete zuletzt nur noch die beiden Gemeinden Großbeeren und Ahrensdorf.
Das typische Angerdorf der deutschen Kolonisten im Mittelalter hat sich als Kern der Ortslage bis heute behauptet. Spätere Ausbauten, besonders im vergangenen Jahrhundert, als sich die Einwohnerzahl verdoppelte, konnten nicht das Gepräge des alten Dorfes verwischen.

### Bevölkerungsentwicklung
| Jahr | Einwohner |
| ---- | --------- |
| 1734 | 197       |
| 1772 | 205       |
| 1801 | 239       |
| 1817 | 225       |
| 1840 | 267       |
| 1858 | 360       |

| Jahr | Einwohner |
| ---- | --------- |
| 1895 | 479       |
| 1925 | 484       |
| 1939 | 481       |
| 1946 | 545       |
| 1964 | 385       |
| 1971 | 357       |

## Politik

### Wappen
| Wappen von Ahrensdorf | Blasonierung: „Das ungleich geteilte Gemeindewappen enthält in Silber eine im Umriss stilisierte grüne Eiche, darunter im blauen Schildfuß einen rechtsgewandten silbernen Fisch.“ |
| Wappen von Ahrensdorf | Wappenbegründung: Ein geschichtsträchtiges Ahrensdorfer Symbol ist die deutsche Eiche. Denn ein stattliches Exemplar davon steht in der Dorfmitte. Außerdem hat sich der erfolgreiche Männer-Turnverein Ahrensdorf 1911 die „Deutsche Eiche“ als Namen und Wappen gewählt. Übrigens existiert die schön bestickte Vereinsfahne aus dem Jahre 1927 noch. Das Wappen wurde vom Grafiker Ralf Otto Kühn gestaltet und am 21. Februar 1992 durch das Ministerium des Innern genehmigt. |

### Flagge
Die Flagge ist Grün - Weiß - Blau (1:1:1) gestreift (Querform: Streifen waagerecht verlaufend, Längsform: Streifen senkrecht verlaufend) und mittig mit dem Gemeindewappen belegt.

## Kultur und Sehenswürdigkeiten
- Die Dorfkirche Ahrensdorf entstand um 1400. Die Kirche ist ein schlichter, aus Feldsteinen errichteter Rechteckbau, der vom Ortsfriedhof umgeben ist. Eine Besonderheit ist, dass sich in dieser Dorfkirche eine inzwischen restaurierte und wieder funktionstüchtige Kanzeluhr erhalten hat.[6]

## Verkehr
Ahrensdorf befindet sich am Berliner Außenring. Nächster Haltepunkt ist Ludwigsfelde-Struveshof.